# Acnephalum cockerelli
Acnephalum cockerelli är en tvåvingeart som beskrevs av Charles Howard Curran 1934. Acnephalum cockerelli ingår i släktet Acnephalum och familjen rovflugor. Inga underarter finns listade i Catalogue of Life.